# Jorden runt på 80 dagar (film, 2004)
Jorden runt på 80 dagar (originaltitel: Around the World in 80 Days) är en amerikansk film från 2004 baserad på boken med samma namn skriven av Jules Verne. Filmen regisserades av Frank Coraci.

## Handling
Den grundläggande handlingen är identisk med boken; forskaren och uppfinnaren Phileas Fogg ställer upp på en vadslagning att åka jorden runt på 80 dagar. I samband med avresan blir han oskyldigt anklagad för ett bankrån. Tillsammans med sin betjänt Passepartout ger han sig av - med polisen efter sig.
Till skillnad från boken och tidigare filmatiseringar spelas här Passepartout av en kines vars egentliga namn är Lau Xing. Han har, genom att bryta sig in på en bank, stulit tillbaka en staty av Buddha som tidigare stulits ifrån hans by i Kina. Han kom i kontakt med Phileas Fogg under flykt undan polisen och blir hans medhjälpare. Han ser möjligheten att med hjälp av Phileas Fogg ta sig tillbaka till Kina med statyn och är den egentliga initiativtagaren till vadslagningen.

## Rollista (i urval)
| Steve Coogan          | – Phileas Fogg       |
| Jackie Chan           | – Passepartout       |
| Cécile de France      | – Monique            |
| Karen Mok             | – General Fang       |
| Kathy Bates           | – Drottning Viktoria |
| Jim Broadbent         | – Lord Kelvin        |
| Arnold Schwarzenegger | – Prins Hapi         |
| John Cleese           | – Grizzled Sergeant  |
| Owen Wilson           | – Wilbur Wright      |
| Luke Wilson           | – Orville Wright     |
| Ewen Bremner          | – Inspector Fix      |
| Sammo Hung            | – Wong Fei Hung      |